# 日本毛蟶
日本毛蟶（学名：Solecurtus consimilis）为毛蟶科毛蟶屬下的一个种。